# Joshua (musikproducer)
 For alternative betydninger, se Joshua. (Se også artikler, som begynder med Joshua)
Jon "Joshua" Schumann er en prisvindende dansk producer, der er bedst kendt under aliasset Joshua. Han har produceret for bands så som Kent, Kashmir, Mew, D-A-D og Carpark North.
I 1999 producerede han Kashmirs gennembrudsalbum The Good Life, der gav ham prisen som Årets Danske Producer ved Dansk Grammy 2000.
Schumann har senest produceret Tillbaka till samtiden og Röd fra den svenske alternative rockgruppe Kent, der blev udgivet i henholdsvis 2007 og 2009. Førstenævnte vandt prisen som Årets Album ved den svenske Grammis uddeling.